# Blood Lake - L'attacco delle lamprede killer
Blood Lake - L'attacco delle lamprede killer (Blood Lake: Attack of the Killer Lampreys) è un film TV del 2014 andato in onda su alcune reti di proprietà del gruppo Discovery Communications.
Nel film Jeremy Wade, noto per la serie documentaristica River Monsters, fa un cameo e compare nel ruolo di un esperto di lamprede. Il suo personaggio afferma di aver ricevuto "un succhiotto su un collo da una lampreda", riferimento ad un fatto realmente accaduto al biologo durante un episodio del suo programma.